# 皮膚糸状菌症
皮膚糸状菌症（ひふしじょうきんしょう、英: dermatophytosis）とは子嚢菌門の皮膚糸状菌群の感染を原因とする感染症。皮膚糸状菌は表皮の角質層、被毛、爪鉤において増殖する。人獣共通感染症の一つ。皮膚真菌症に含まれる。

## 皮膚糸状菌の種類
Microsporum属（小胞子菌属）、Trichophyton属（白癬菌属）、Epidermophyton属（表皮菌属）が知られている。一例としてT. verrucosmはウシやヒトに感染する。

## 疾患の種類
- 白癬
- 皮膚カンジダ症
- 癜風

## 検査
- ウッド灯検査 - M. canis や M. equinum などが被毛で増殖している場合、ウッド灯を当てると黄緑色蛍光を発する。
- 皮膚真菌検査（KOH検査）による直接鏡検
- 真菌培養
- トリコフィチン反応

## 治療
治療には抗真菌剤を用いるが、若干、疾患によって使用の仕方が異なるので注意が必要である。